# ニュース地球まるわかり
『ニュース地球まるわかり』（ニュースちきゅうまるわかり）は、NHK総合テレビで2021年4月4日から2022年3月20日まで放送されていた国際情報番組。

## 概要
2021年3月末まで放送されていた『これでわかった! 世界のいま』の終了に伴い、同時間帯で立ち上げられた。当該時間帯で『ー 世界のいま』の内容を刷新したうえで、引き続き国際ニュースを主に扱う。
キャッチコピーは「日曜日の夜、地球を一緒に旅してみませんか」。番組のスタジオの背景や掲示板などは、空港をイメージしてデザインされている。
初代キャスターには、海外取材経験が豊富な須田正紀（NHK記者）と、これまで『クローズアップ現代＋』などの報道番組などでの経験が豊富な小山径（NHKアナウンサー）を起用。リポーターには、これまで『NHK NEWSおはよう日本』などを担当してきた中山果奈（NHKアナウンサー）を併せて起用。
また、インターネット常時同時配信サービスである「NHKプラス」に加えて、在京の民間放送テレビ局5社が共同運営している動画配信サービス「TVer」でも番組初回から一定期間の見逃し配信を行っている。
2021年6月放送分から番組で使われるテロップのフォントにユニバーサルデザイン（UD）を導入した。NHKのニュース番組でUDフォントを導入するのは本番組が初めてとなった。

## 放送時間
- 毎週日曜 18:05 - 18:43（JST）

### 放送休止
- 2021年5月2日：春の大型連休期間の特集編成のため。
- 2021年7月25日、8月1日・8日：東京オリンピック放送のため。
- 2021年8月29日・9月5日：東京パラリンピック放送のため。
- 2021年10月31日：当日投開票が行われた第49回衆議院議員総選挙の開票速報番組の準備との兼ね合いによる。穴埋めとして『世界ちょっとどうかしてる旅 in アメリカ・テキサス』が放送された。なお、当日の衆議院選挙の開票速報番組には中山が比例代表の開票速報キャスターとして出演した。
- 2022年1月2日・9日：年始特集編成のため。

## シリーズの終焉
2022年3月20日をもって放送終了。後継番組はバラエティ番組になるため、2003年4月6日の『NHK海外ネットワーク』の開始から実に19年にわたって続いたNHK総合テレビの週末夕方の国際ニュースシリーズはこの番組の終了をもって幕を降ろした。なお、最終回のエンディングでは、国際ニュースについては2022年4月以降も同時期に開始された土曜夜の大型報道番組『サタデーウオッチ9』や同時期に日曜朝へ枠移動した『週刊まるわかりニュース』などで引き続き伝えていくと報告した。番組終了後、小山は『週刊まるわかりニュース』へ異動となったほか、中山はそれまで土曜日だけだった『正午のニュース』の担当曜日が日曜日・祝日にも拡大した。
ただ、ロシアのウクライナ侵攻を受けた特別報道体制のため、2022年4月2日から2023年3月25日まで、BS1で土曜朝に放送している『週刊ワールドニュース』を当日夕方（18:05 - 18:43）に一部内容を割愛した38分間の編集版で時差放送していた（特集編成・スポーツ中継時を除く）。

## 出演者
| 出演者   | 年度 | 担当       | 備考            |
| -------- | ---- | ---------- | --------------- |
| 須田正紀 | 2021 | キャスター | NHK記者         |
| 小山径   | 2021 | キャスター | NHKアナウンサー |
| 中山果奈 | 2021 | リポーター | NHKアナウンサー |

代理出演
- 畠山衣美（NHKアナウンサー。出演時点ではNHK大阪放送局所属。2021年8月22日に中山の代理でリポーターとして出演）
- 豊島実季（NHKアナウンサー。出演時点ではNHK広島放送局所属。2021年9月12日に中山の代理でリポーターとして出演）
- 佐藤あゆみ（NHKアナウンサー。出演時点ではNHK静岡放送局所属。2021年9月19日に中山の代理でリポーターとして出演）
- 庭木櫻子（NHKアナウンサー。出演時点ではNHK東京アナウンス室所属。2022年2月27日・3月6日に中山の代理でリポーターとして出演）
- 浅野里香（NHKアナウンサー。出演時点ではNHK東京アナウンス室所属。2022年3月13日に中山の代理でリポーターとして出演）[11]